# Clephydroneura trifissura
Clephydroneura trifissura är en tvåvingeart som beskrevs av Shi 1995. Clephydroneura trifissura ingår i släktet Clephydroneura och familjen rovflugor.
Artens utbredningsområde är Guangdong (Kina). Inga underarter finns listade i Catalogue of Life.